# アビーロードごっこ
「アビーロードごっこ」は、2014年8月15日に発売されたサニーデイ・サービス通算17作目のシングル。

## 解説
2012年夏リリースの「夏は行ってしまった」「One Day」に次ぐ、真夏のシングル・リリース第3弾。本作は、ぼんやりと立ち昇る夏の日々の心象や情景を軽快なガレージ・サウンドで綴った「アビーロードごっこ」と、真夏のサイケデリアと共にゆったりとパレードしていくかのような「サンバ」を収録。前2作同様、本作も7インチ・アナログ盤とCDをセットにした形態でのリリース。
完全限定プレスで都内主要アナログ盤取扱店のほか、ROSE RECORDSオンライン・ショップでは7月25日から予約受付開始、8月11日から発送が開始された。また、「アビーロードごっこ」は同年リリースのアルバム『Sunny』にも収録された。

## アートワーク
歌詞カード裏面には曽我部恵一によるイラストがレイアウトされている。

## 7inch EP:ROSE 173

### A
1. アビーロードごっこ

### B
1. サンバ

## CD:ROSE 173
1. アビーロードごっこ
2. サンバ

## クレジット
| サニーデイ・サービス                    |
| 曽我部恵一 田中貴 丸山晴茂              |
|                                         |
| サックス 加藤雄一郎                     |
| スタジオ aLIVE RECORDING STUDIO, home   |
| エンジニア 鎌田裕明                     |
| アシスタントエンジニア 原田篤希         |
| マスタリング 山本アキヲ (AUTORA)        |
| ROSE RECORDS 岩崎朗太 水上由季 金野志保 |

## リリース日一覧
| 地域 | リリース日    | レーベル     | 規格                 | カタログ番号 | 備考                       |
| ---- | ------------- | ------------ | -------------------- | ------------ | -------------------------- |
| 日本 | 2014年8月15日 | ROSE RECORDS | 7inch EP+CD          | ROSE 173     |                            |
| 日本 | 2014年8月15日 | ROSE RECORDS | デジタルダウンロード | –            | 通常音質 (AAC 128/320kbps) |